# Alberto Rodríguez Baró
|  | Aquest article tracta sobre el futbolista madrileny. Si cerqueu l'espasa japonesa, vegeu «Tachi». |

Alberto Rodríguez Baró (10 de setembre de 1997), més conegut com a Tachi, és un futbolista professional madrileny que juga com a defensa central pel CD Mirandés.

## Carrera de club
Tachi va ingressar al planter de l'Atlético el 2013, provinent del Getafe CF. Promogut a l'equip filial al començament de la temporada 2016–17, va fer el seu debut sènior el 28 d'agost de 2016 com a titular, en una victòria per 1–0 a fora, a Tercera Divisió contra el Fútbol Alcobendas Sport.
Tachi va marcar el seu primer gol com a sènior el 7 de maig de 2017, el primer del partit en una derrota a fora per 3–1 contra l'AD Parla. Va contribuir amb 33 partits durant la seva primera campanya, en què l'equip va assolir la promoció a Segona Divisió B.
El 19 de juliol de 2019, després de ser titular regularment per l'Atleti B, Tachi va signar un contracte de quatre anys amb el Deportivo Alavés. Va fer el seu debut professional el 18 d'agost, entrant als darrers minuts pel seu company també debutant Luis Rioja en una derrota a casa per 1–0 contra el Llevant UE.
El 26 de gener de 2022, després d'hav jugat poc, Tachi es va traslladar al CF Fuenlabrada de la seva ciutat natal cedit per a la resta de la temporada de la Segona Divisió. El 31 d'agost va rescindir el seu contracte amb els Babazorros.
ADesprés de romandre a l'atur durant la resta de 2022, el 20 de gener de 2023, Tachi va marxar al Wisła Kraków de la lliga polonesa amb un acord fins al juny de 2024. El 3 d'agost va abandonar el club per acord mutu, i va signar un contracte d'un any amb el CD Mirandés de tornada a la segona divisió espanyola l'endemà.